# 회프디

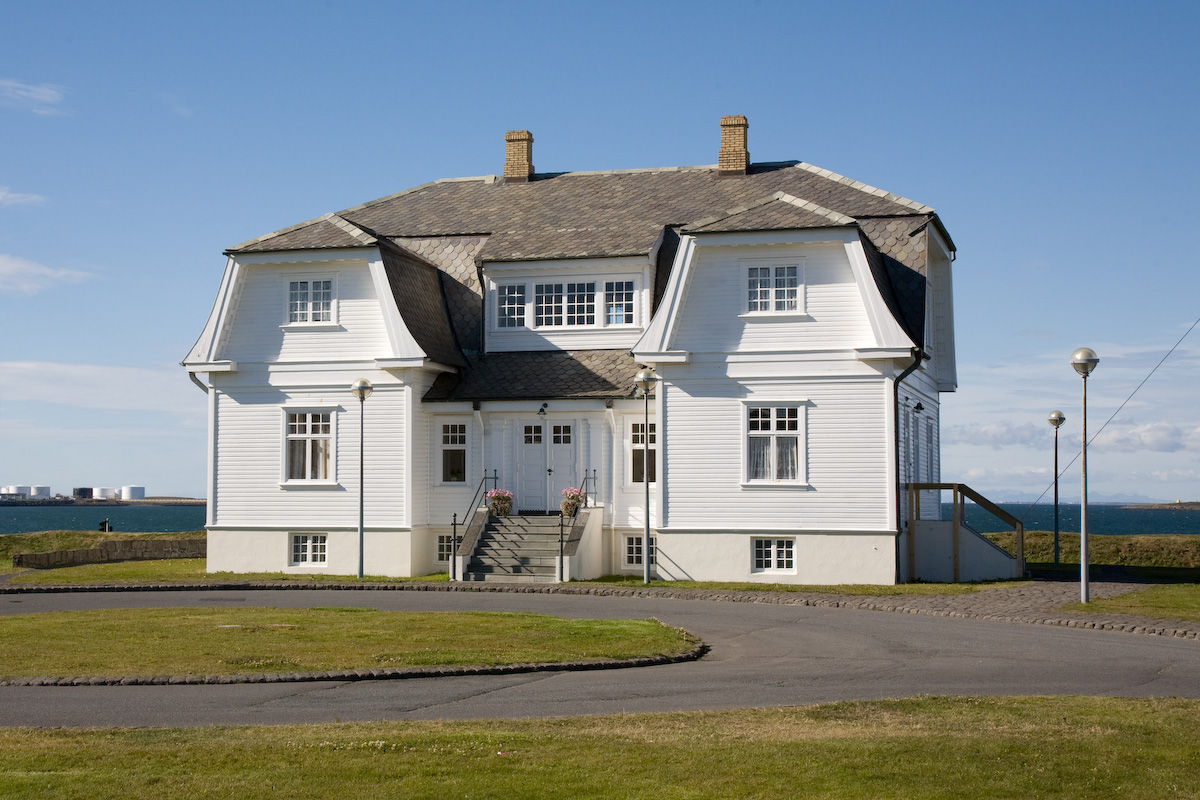
회프디

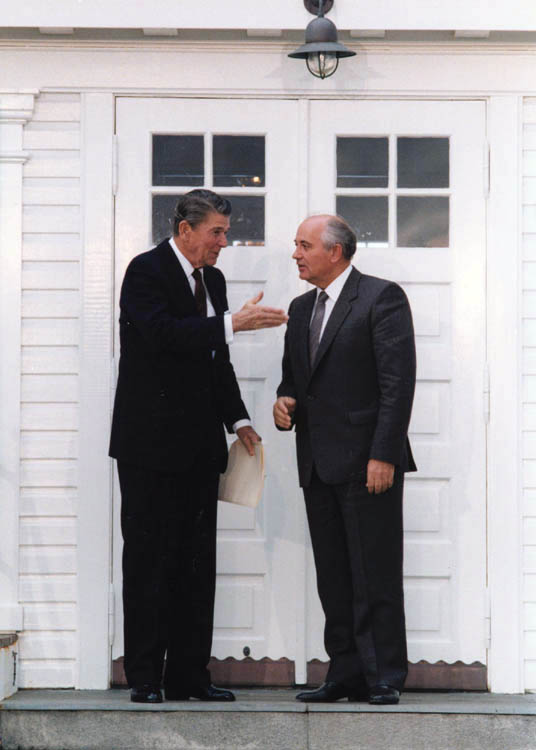
회프디의 문 앞에서 레이건과 고르바초프

회프디(Höfði)는 아이슬란드의 수도 레이캬비크에 있는 건물이다. 1986년에 미국과 소련이 개최한 레이캬비크 정상회담이 이 건물에서 열렸다.

## 역사
1909년에 아이슬란드 주재 프랑스 영사관으로서 세워졌다. 1986년에 냉전의 종식을 위해 당시 미국의 대통령이었던 로날드 레이건과 소련의 공산당 서기장이었던 미하일 고르바초프에 의해 개최된 레이캬비크 정상회담이 이 곳에서 열렸기 때문에 현대사의 기념비적인 건물이 되었다. 현재 이 건물은 레이캬비크 시의 소유이기 때문에 레이캬비크 시에서 관리하고 있다.
건물 옆에는 아이슬란드어와 영어, 러시아어로 쓰여진 기념비가 세워져있다.